# Картахена де Индијас
Картахена де Индијас (шп. Cartagena de Indias), или Картахена, пети је по величини град у Колумбији. Налази се на северу Колумбије на обали Карипског мора. Град је основан 1533. године и добио је назив по шпанском граду Картахена, који је добио назив по античкој Картагини у данашњем Тунису.
Картахена де Индијас је уписана 1984. године на листу Светске баштине. У граду се могу издвојити три карактеристичне целине:
- кварт Сан Педро са катедралом и палатама у андалузијском стилу;
- кварт Сан Дијего где живе трговци и средњи друштвени слој;
- кварт Гетсемани у коме живе сиромашнији друштвени слојеви.

У граду је 1995. године одржана 11. конференција Покрета несврстаних.

## Становништво
| 1951.   | 1964.   | 1973.   | 1985.   | 1993.   | 2005.   |
| ------- | ------- | ------- | ------- | ------- | ------- |
| 111.291 | 217.910 | 311.664 | 491.368 | 616.231 | 842.228 |

## Партнерски градови
- Ница
- Сан Франсиско де Кампече
- Сан Хуан
- Кадиз
- Манила
- Севиља
- Сантијаго де Куба
- Богота
- Фес